# Барбарове (Пуховицький район)
 Барбарове (біл. вёска Барбарава) — село в складі Пуховицького району Мінської області, Білорусь. Село підпорядковане Новопольській сільській раді, розташоване в центральній частині області.